# Božič
Božič (slowenisch) bzw. Božić (serbisch, kroatisch) – eine Verkleinerungsform von Bog bzw. Бог (Gott) – ist in den südslawischen Sprachen die Bezeichnung für Weihnachten und ein slawischer Familienname. Außerhalb des slawischen Sprachraums kommt vereinzelt auch die eingedeutschte Form Bozic vor.

## Namensträger
- Aleksandar Božić, deutscher Basketballtrainer
- Blaž Božič (* 1990), slowenischer Fußballspieler
- Borut Božič (* 1980), slowenischer Radrennfahrer
- Dejan Bozic (* 1993), deutsch-serbischer Fußballspieler
- Dennis Bozic (* 1990), schwedischer Eishockeyspieler
- Dobran Božič (* 1964), slowenischer Generalmajor
- Ivan Božić (Historiker) (1915–1977), jugoslawischer Historiker
- Ivan Božić (Fußballspieler) (* 1983), bosnischer Fußballspieler
- Ivo Bozic (* 1968), Berliner Journalist
- Iztok Božic (* 1971), slowenischer Tennisspieler
- Josip Božić Pavletić (* 1994), kroatischer Handballspieler
- Kristina Božić, verh. Kristina Hendel (* 1996), kroatische Leichtathletin
- Luka Božič (* 1991), slowenischer Kanute
- Mario Božić (1983–2023), bosnischer Fußballspieler
- Marko Bozic (* 1998), österreichischer Fußballspieler
- Milana Božić (* 2000), bosnische Volleyballspielerin
- Mile Božić (* 1981), deutsch-kroatischer Fußballspieler
- Mirko Božić (1919–1995), kroatischer Schriftsteller
- Stjepan Božić (* 1974), kroatischer Profiboxer
- Vladimir Božić (* 1983), kroatischer Handballtorwart
- Wolfgang Bozic (* 1947), österreichischer Dirigent